# Frances Carr, Comtesse de Somerset
Frances Carr, Comtesse de Somerset (1592 - 23 août 1632), née Frances Howard, était noble anglaise et femme de Robert Carr (1er comte de Somerset). Elle est plus connue comme figure centrale du Scandale Overbury, dans lequel elle était trouvée coupable de l'assassinat du poète et homme d'État, Thomas Overbury.
Quoique Frances et son mari soient condamnés à la peine de mort en 1616, le roi Jacques Ier les grâcie et ils se retirent en disgrâce en Écosse.

## Biographie
Elle naît en 1591, la fille de Lord Thomas Howard (1er comte de Suffolk) et de sa deuxième femme Catherine Knyvet. Son grand père paternel était Thomas Howard (4e duc de Norfolk), un figure de richesse et de pouvoir considérables à l'époque.
À l'âge de quatorze ans elle est mariée à Robert Devereux (3e comte d'Essex) qui lui-même n'a que treize ans. À cause du fait qu'ils sont tous les deux encore jeunes, le couple vit séparément.
Pendant que Robert passe des ans à voyager en Europe, Frances vit à la cour du roi Jacques VI et Ier et y fait connaissance de Robert Carr, un jeune noble écossais qui était devenu le favori du roi. Elle en tombe amoureuse et rejette son époux à son retour en Angleterre en 1609. En 1613, elle cherche à annuler son mariage pour cause de non-consommation. Elle se soumet à des examens exigés par la cour ecclésiastique qui certifie qu'elle est encore vierge. On lui avait pourtant laissé cacher son visage derrière un voile, pour protéger sa « modestie ». Cette dissimulation fait croire à certains qu'elle aurait substitué une vraie vierge à elle-même pendant les examens.
Robert Devereux aussi admet au cours du procès qu'il n'a pas su coucher avec sa femme, quoiqu'il proteste qu'il n'en soit pas d'ailleurs incapable. L'incapacité de Devereux est même attribuée à la sorcellerie de sa femme.

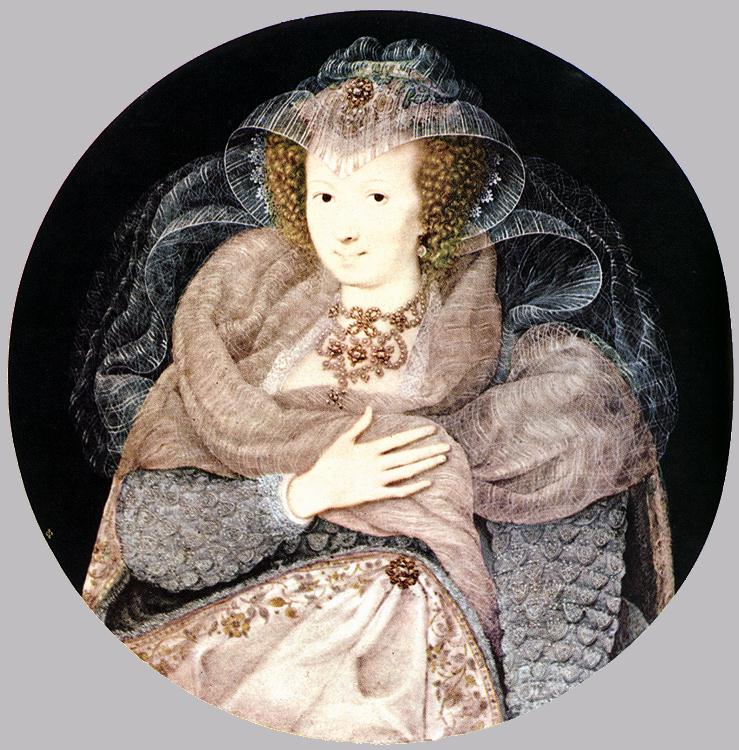
Portrait de Frances Carr en miniature d'Isaac Oliver

L'ami de Carr, Thomas Overbury, s'oppose fortement au mariage de son ami à Frances Howard. Il même lance un poème calomnieux contre elle, intitulé Une Femme, qu'il fait diffuser. Il y décrit les qualités d'une épouse idéale, en insinuant que Frances n'en possède aucun. Le roi Jacques intervient et nomme Overbury comme ambassadeur, en espérant de l'écarter. Mais Overbury refuse de quitter le pays et Jacques l'emprisonne au Tour de Londres comme punition de son désobéissance. Il y meurt le 15 septembre 1613.
L'annulation du mariage de Devereaux et Howard est accordé le 25 septembre 1613 et deux mois plus tard Frances se marie à Carr. Le roi le crée à l'occasion du mariage Comte de Somerset et Frances devient désormais la Comtesse de Somerset.

## L'affaire Overbury
Suivant le mariage d'Howard et de Carr, des bruits continuent à courir selon lesquels Howard aurait assassiné Overbury. Robert Carr se voit éclipsé dans la faveur du roi par George Villiers (1er duc de Buckingham) et, avec son puissance diminué, les ennemis des Carr à la cour s'enhardissent à accuser Frances Carr et à demander une enquête.
Leurs revendications sont appuyées par une confession faite au cours de l'été de 1615. Un assistant d'apothécaire à Yorkshire confesse sur son lit de mort que la Comtesse de Somerset lui aurait payé un pot-de-vin de 20 livres sterling pour procurer des poisons à assassiner Overbury. Sir Ralph Winwood, sécrétaire d'État de Jacques I, présente l'accusation au roi, qui exhorte son conseil privé à l'enquêter. Une enquête se lance qui est supervisée par Francis Bacon et Edward Coke.
L'enquête trouve que Frances Carr avait fait graduellement empoisonner Overbury pendant son emprisonnement au Tour de Londres. En se servant de son influence, elle avait fait nommer Richard Weston comme gardien d'Overbury au Tour. C'était lui qui lui passait des pâtisseries et même des lavements empoisonées du chlorure de mercure, de l'anhydride arsénieux, et d'autres poisons. Howard s'était procurée les poisons par sa confidante, Madame Anne Turner, qui elle-même les avait procurés à un apothécaire nommé James Franklin.
Le gouvernant du Tour de Londres, Gervase Elwys, aussi avoue son connaissance de l'intrigue. Selon sa confession, Weston lui aurait confié que la comtesse Howard l'aurait soudoyé à empoisonner Overbury. Helwys prétend pourtant que dès qu'il aurait appris l'intrigue, il aurait intercepté les pâtisseries empoisonnées et s'assurerait que toute la nourriture destinée à Overbury serait preparée dans sa propre cuisine. Selon Elwys, malgré ses précautions, la comtesse serait éventuellement parvenue à assassiner Howard par un lavement contreband.

### Emprisonnement et condamnation
Le Comte et Comtesse de Somerset sont arretées en octobre 1615. Pendant son emprisonnement, elle accouche d'une fille, son enfant unique, Anne Somerset. Le procès, qui avait lieu à partir de janvier 1616, rend la comtesse coupable du meurtre et Carr complice au crime parce'qu'on avait montré qu'il avait brûlé des documents incriminants et versé des pots-de-vin pour cacher la culpabilité de sa femme. Les Carr sont condamnés à mort ainsi que les complices.
En mai 1616, la comtesse en confesse à l'assassinat, mais son mari insiste qu'il ignorait le complot de sa femme. Le roi Jacques épargne au couple la peine de mort en ordonnant qu'ils soient emprisonnées au Tour pour la vie. Peut-être parce que Robert encore refuse d'y avouer son implication, ce n'est qu'en janvier 1622 que Jacques leur accorde un pardon complet. Les Carr alors se retirent au château de Robert en Écosse.

## Mort
La Comtesse de Somerset meurt à Chiswick le 23 août 1632, peut-être d'un tumeur de l'utérus.